# Parapoynx leucostola
Parapoynx leucostola là một loài bướm đêm trong họ Crambidae.